# Henry Engelbert

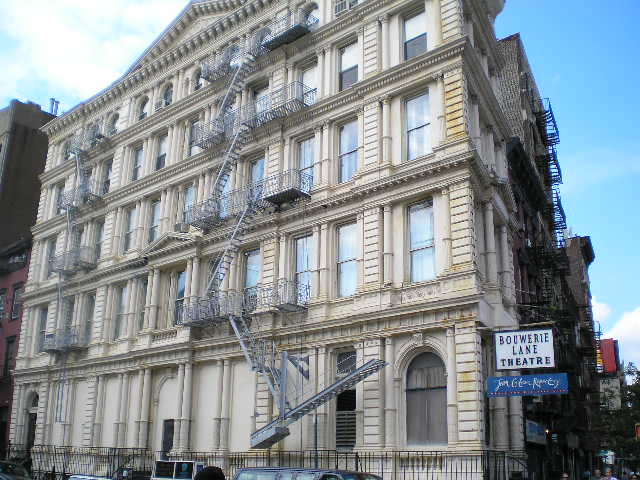
Le théâtre de Bouwerie Lane, à New-York (1874)

Henry Engelbert, né en 1826 dans le Royaume de Prusse et mort en 1901 à Détroit (Michigan), est un architecte américain. Très actif durant la période 1852-1879, il fut à l'origine de nombreuses constructions dans les villes de New York et Chicago.

## Biographie
Né en Allemagne, il ouvre son premier cabinet à New York en 1852, en partenariat avec John Edson. Quelques années plus tard, en 1856, il dessine avec John Edson les plans de l'église baptiste de la cinquième avenue, à New York (aujourd'hui détruite). Celle-ci est la première d'une longue série d'édifices religieux édifiés par cet architecte durant la seconde moitié du XIXe siècle. En 1868, il réalise le « Grand Hotel » de New York (aujourd'hui Clark Apartments). Celui-ci s'inspire des immeubles parisiens modernes alors en cours d'édification sous l'impulsion du baron Haussmann. Au cours des années suivantes, il édifie plusieurs autres bâtiments dans le style Second Empire, tel le théâtre de Bouwerie Lane, toujours à New York (1874).
Parmi ses autres contributions notables à l'architecture nord-américaine, citons l'église Saint-Albert, édifice de style néogothique s'inspirant de l'architecture religieuse polonaise (Détroit, 1885) et la basilique Notre-Dame-des-Douleurs de Chicago (Chicago, 1892).

## Édifices remarquables à New York

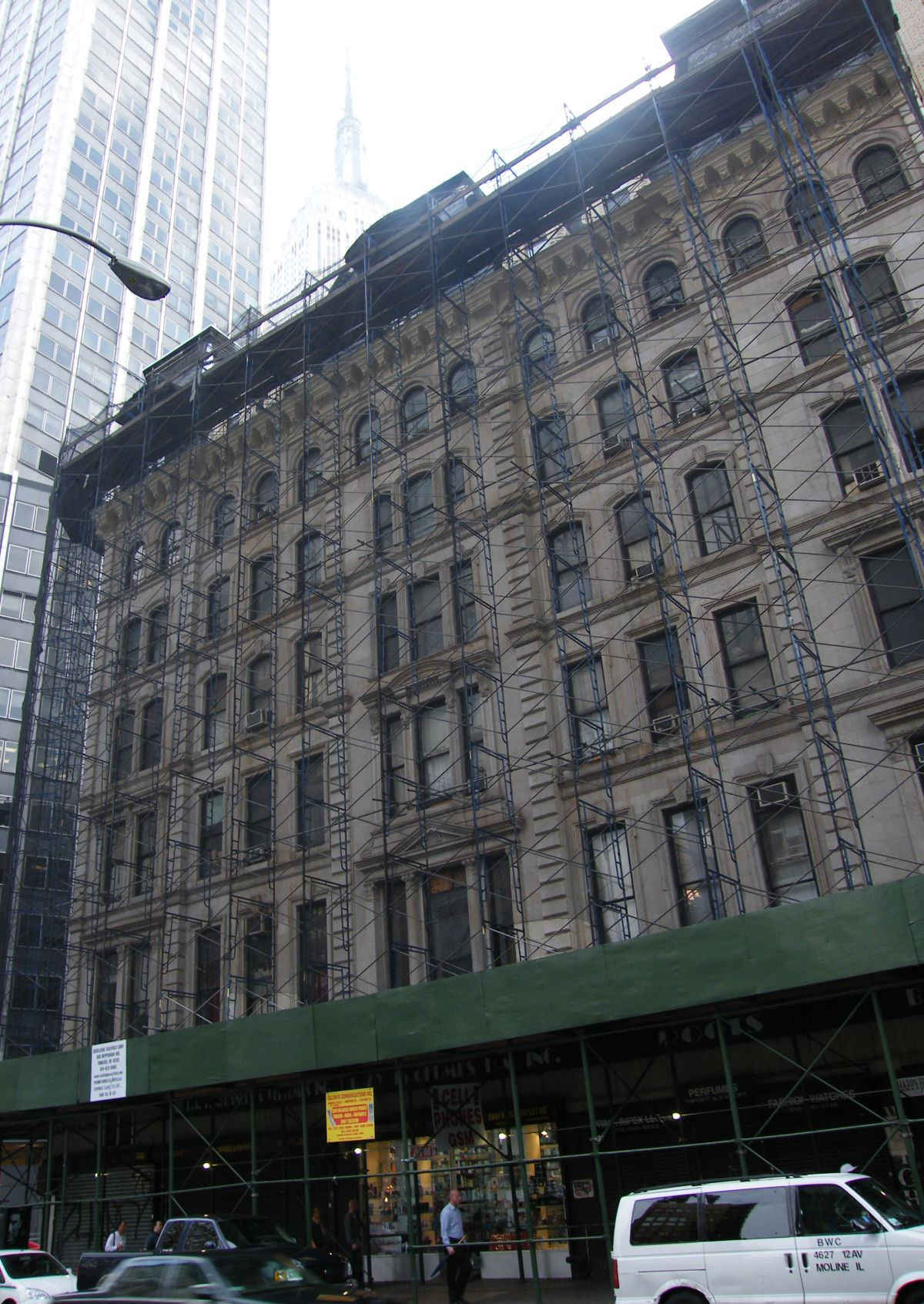
Clark Apartments

- Église baptiste de la cinquième avenue (1856). Aujourd'hui détruite, ses plans furent réalisés par Henry Engelbert en collaboration avec son associé John Edson.
- Collège du Mont-Saint-Vincent (College of Mount Saint Vincent). Ce bâtiment fut réalisé en 1859. Il est localisé au 1859, Riverdale Avenue et West 263rd Street.
- Église catholique Notre-Dame-des-Douleurs (1867-1868). Aujourd'hui connue sous le nom de Mission Guadalupana, elle se situe au 101-103 Pitt Street.
- Grand Hotel (1868). Aujourd'hui connu sous le nom de Clark Apartments, cet immeuble de style Second Empire fut réalisé à la demande du magnat Elias S. Higgins. Il est localisé au 1232-1238 Broadway et West 31st Street.
- Ancienne cathédrale Saint-Patrick. Henry Engelbert prit en charge la restauration de cet ancien siège épiscopal du diocèse de New-York en 1868. Cette cathédrale ne doit pas être confondue avec la nouvelle cathédrale Saint-Patrick, située sur la cinquième Avenue.
- Église Saint-Vincent-de-Paul (1868) Située sur la 23e avenue, fermée depuis 2013 et en mauvais état.
- Église catholique de la Sainte-Croix (1870). Cette église de style byzantin située près de Times Square fut édifiée à la demande du père Francis Patrick Duffy, célèbre chapelain militaire durant la première guerre mondiale. Elle est située au 329-333 West 42nd Street.
- Grand Central Hotel (1870). Cet immeuble de style Second Empire fut la seconde commande du magnat Elias S. Higgins.
- Théâtre de Bouwerie Lane (1874).

## Édifices remarquables dans d'autres villes américaines
- Église catholique Saint-Albert, à Détroit (1885).
- Église Notre-Dame-du-Perpétuel-Secours, à Chicago (1892).
- Basilique Notre-Dame-des-Douleurs, à Chicago (1892).